# Honor to Donor
L'Honor to Donor comprende una serie di eventi promossi da varie organizzazioni per il trapianto degli organi e dagli ospedali in tutto il mondo per onorare i donatori di organi e i loro familiari, sensibilizzare l'opinione pubblica sull'importanza della donazione di organi e mostrare rispetto verso i donatori. L'iniziativa è nata grazie a Missy Holliday, dell'organizzazione LifeCenter di Cincinnati, nel dicembre 2017, in parte per onorare i pazienti che avevano deciso di donare gli organi dopo la loro morte.

## Il percorso d'onore ai donatori
All'interno degli ospedali, si usa creare un cordone d'onore dei sanitari, dei pazienti e degli ospiti che si schiera lungo il percorso del donatore dalla terapia intensiva fino alla sala operatoria in cui gli organi saranno espiantati: è un'iniziativa solenne organizzata negli ospedali e dalle associazioni di donazione di organi come un modo per sensibilizzare l'opinione pubblica e per celebrare la generosità dei donatori. Il percorso d'onore ha lo scopo di mostrare gratitudine e rispetto per l'atto disinteressato della donazione, nonché di sensibilizzare sull'importanza della donazione di organi. Questa iniziativa è un modo per rendere omaggio ai donatori e alle loro famiglie e per riconoscere il loro dono della vita ai riceventi.

## La marcia d'onore ai donatori
Negli Stati Uniti Il Donor Dash è un evento podistico che si tiene in diverse città per sensibilizzare sull'importanza della donazione di organi.
I partecipanti possono scegliere di correre o camminare una distanza prestabilita. Spesso in questa occasione si svolge una cerimonia commemorativa o altre attività per onorare i donatori di organi e le loro famiglie, e per incoraggiare le persone a registrarsi come donatori.

## Nella cultura popolare
Nell'episodio 14 della seconda stagione di The Good Doctor è rappresentato il percorso d'onore.
Nell'episodio 17 della quarta stagione di The Rookie è rappresentato il percorso d'onore.